# Mozaïekstippelkorst
De Mozaïekstippelkorst (Verrucaria polysticta) is een korstmos behorend tot de familie Verrucariaceae. Hij komt voor op steen en leeft in symbiose met groene alg.

## Verspreiding
In Nederland komt de mozaïekstippelkorst vrij zeldzaam voor. 